# 颱風韋帕 (2013年)
颱風韋帕（英語：Typhoon Wipha，國際編號：1326，聯合颱風警報中心：WP252013，菲律賓大氣地球物理和天文管理局：Tino）為2013年太平洋颱風季第二十四個被命名的風暴。「韋帕」一名由泰國提供，是婦女的名字。

## 發展過程
2013年10月8日早上，联合台风警报中心报告称一个熱帶擾動正在关岛安德森空军基地东南偏南670公里的区域发展，并称该区域有低或中强度的垂直风切变。在翌日下午日本氣象廳升格其为热带低气压前，系统已经整合出一个低层环流中心。
10月10日，联合台风警报中心升格该热带扰动为热带低气压，并给予编号25W。之后，25W迅速加强为热带风暴，并被日本气象厅命名为「韦帕」。在11日，日本气象厅升格韦帕为强热带风暴，12日韦帕更增强为一台风。此时，韦帕跟随副热带高压脊的西侧的引导气流，稳定而缓慢的向西北方向移动，且受惠于良好的海温、潜热和低的垂直风切变，韦帕爆发增强，迅速增强至相當於萨菲尔-辛普森飓风等级的「4級颱風」下限。因此，韦帕打开了一个紧密、清晰的小型风眼。10月14日中午，韦帕进入了菲律宾大气地球物理和天文管理局的管理范围，因此韦帕被给予了一个菲律宾本地名字「Tino」。此后，韦帕开始减弱，並离开菲律宾大气地球物理和天文管理局的管理范围。15日早些时候，韦帕进一步减弱至相當於「1级台风」，因为韦帕附近的海温较低。韦帕此时受西风槽影响，加速向东北移动，开始出现温带气旋的特性。当日中午，日本气象厅的天气图显示，韦帕出现锋面，彻底转化为温带气旋。

## 气象状况

### 菲律賓
10月14日上午11時，菲律賓大氣地球物理和天文管理局將已進入責任範圍的韋帕定為颱風，並發佈第一報熱帶氣旋資訊，命名為Tino。
10月15日上午5時，韋帕離開菲律賓氣象部門責任範圍，發佈最後一報熱帶氣旋資訊。

### 日本
韦帕在15日近距离掠过日本关东地区，为关东地区，特别是东京都带来豪雨。在东京的大岛町，曾在1小时内出现122.5毫米的暴雨天气，在韦帕吹袭的14-16日期间，大岛町的降水量竟达到824毫米，超越当月平均降水量250%。。全日本共有14个测站打破有气象历史以来的降水记录。在韦帕转化为温带气旋后，韦帕的冷锋袭击了北海道地区，道内177个观测站打破常年最低气温纪录，帶廣市、釧路市和旭川市的初雪时间比去年提前了一个月左右。
韦帕在吹袭日本期间，还为日本带来了暴风天气，在北海道的襟裳岬测得最大46.9每秒（169每小時）的最大阵风和34.9每秒（126每小時）的最大持续风速。

## 受灾状况

### 日本
| 都道府县 | 死者、失踪者数 | 死者、失踪者数 | 負傷者数 | 負傷者数 |
|          | 死者           | 行方不明       | 重傷     | 轻傷     |
| -------- | -------------- | -------------- | -------- | -------- |
| 岩手县   |                |                |          | 4        |
| 宮城縣   |                |                | 1        | 2        |
| 福島縣   |                |                |          | 1        |
| 茨城县   |                |                | 1        | 12       |
| 栃木县   |                |                | 1        | 17       |
| 群馬縣   |                |                | 1        | 1        |
| 埼玉县   |                |                | 1        | 11       |
| 千葉縣   | 1              |                | 3        | 18       |
| 東京都   | 37             | 3              | 10       | 15       |
| 神奈川县 | 1              |                | 2        | 11       |
| 新潟县   |                |                |          | 3        |
| 富山县   |                |                | 1        |          |
| 長野縣   |                |                |          | 1        |
| 静冈县   | 1              |                | 5        | 3        |
| 愛知縣   |                |                |          | 3        |
| 三重县   |                |                |          | 1        |
| 福岡縣   |                |                | 1        |          |
| 合計     | 40             | 3              | 27       | 103      |

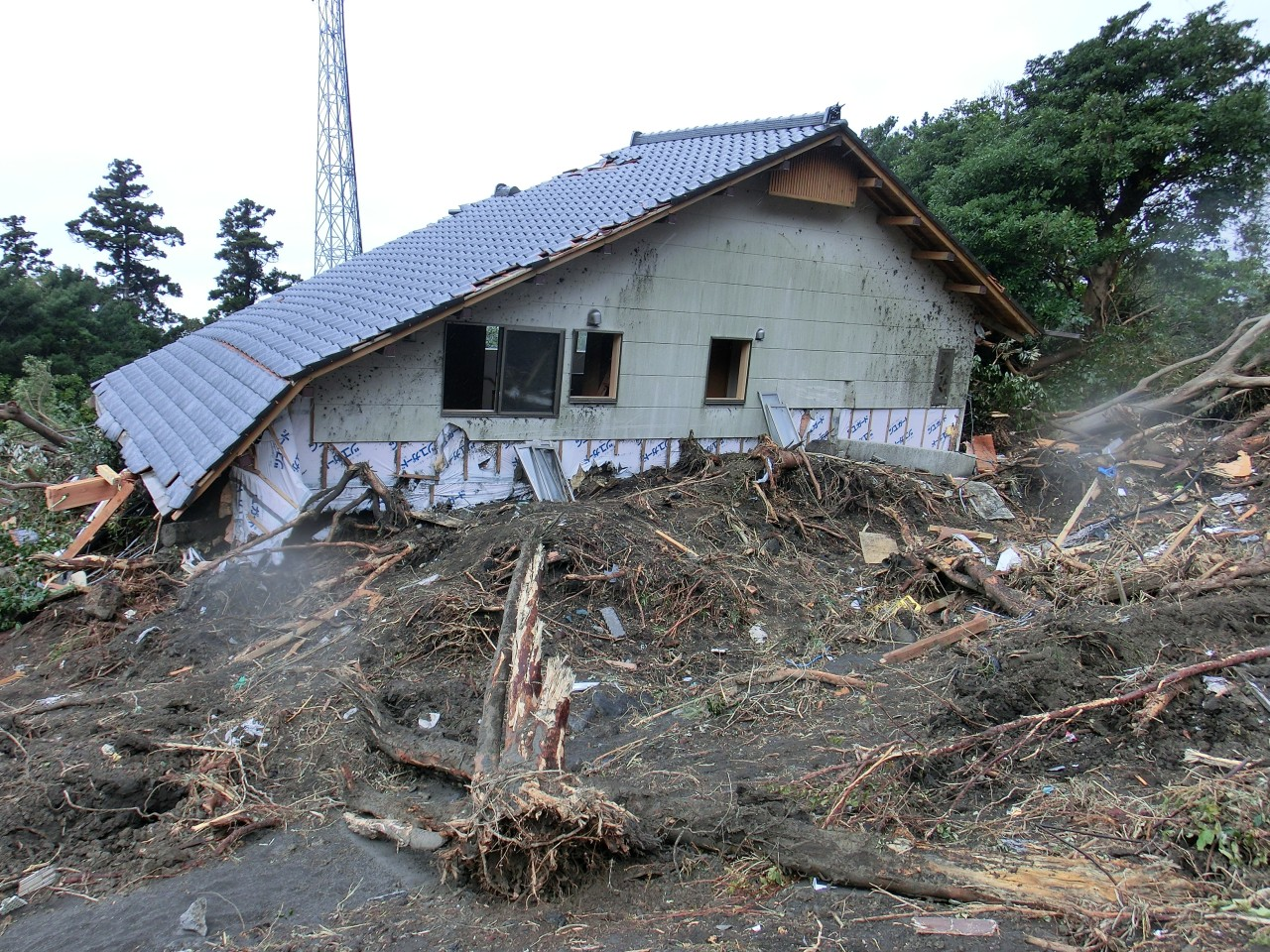
伊豆大島土砂災害

在日本，有86幢房屋被彻底摧毁或无法使用，61户半毁。此外，在日本其他地区，有947幢房屋被破坏，6,142幢房屋进水。日本当局在10月18、23、25日通过了大岛町、千叶县茂原市和茨城县行方市的受灾者生活重建支助法。
在东京都伊豆大岛西部，三原山的三轮山发生泥石流（火山泥流），宽度约950米，导致长约1200米，总面积114万平方米的地区受灾。。在大岛町的元町三丁目，因为遭到泥石流袭击，村庄被泥石流掩埋，36人死亡，22人受伤，3人失踪。
除此之外，神奈川县等4个都道府县发生地质灾害，多处出现落石或山崩。在千叶县成田市，有1人遭到泥石流袭击身亡；而在茨城县行方市，有三人因为落石而导致受伤。
在神奈川县二宫町，一条连接海岸、地铁和居民区的隧道遭到海浪袭击，有两名儿童在隧道内失踪。1人被发现并确认已经身亡，另一人截止10月27日仍在搜索中。
在千叶县馆山市近海，一艘巴拿马籍货船在暴风中搁浅，一名菲律宾船员受伤。
首相安倍晉三指示救援人員的首要工作是救人；東京都知事豬瀨直樹要求陸上自衞隊協助救災。当韋帕掠過關東地區时，東京二萬多戶停電。日本空中與陸上交通大受影響，連接東京與大阪及東北的部分新幹線停駛；東京地鐵班次減少。
在青森县等3县，共有38,642人根据避难指示撤离。另外，在上面提到的大岛泥石流事件，16日1時49分，大岛町的警视厅被报告称有居民家中出现泥流入的情况。当2时10分，警察赶到居民家中时意识到事态严重，立刻拨打市町村防灾热线请求政府发出避难警告，可是政府并未此做。事后，镇上居民称：「仅知道附近沼泽泛滥」。

### 
在慶尚北道浦项市，有一艘巴拿马货船受巨浪影响沉没，船上9人死亡，2人失踪。

## 外部連結
- （日語）http://www.jma.go.jp/ （页面存档备份，存于） 日本氣象廳首頁
- （英文）http://www.usno.navy.mil/JTWC/ （页面存档备份，存于） 聯合颱風警報中心首頁
- （简体中文）https://web.archive.org/web/20120928121548/http://www.nmc.gov.cn/ 中央氣象台首頁
- （繁體中文）http://www.cwb.gov.tw/ （页面存档备份，存于） 中央氣象局首頁
- （繁體中文）http://www.hko.gov.hk/ （页面存档备份，存于） 香港天文台首頁
- （繁體中文）http://www.smg.gov.mo/ （页面存档备份，存于） 澳門地球物理暨氣象局首頁